# Batalha do Quartel
A Batalha do Quartel (em croata:  Bitka za vojarne) foi uma série de confrontos que ocorreram em meados do final de 1991 entre a Guarda Nacional Croata (ZNG, mais tarde renomeada Exército Croata) e a Polícia Croata de um lado e o Exército Popular Iugoslavo (JNA) do outro. A batalha ocorreu em vários postos do JNA na Croácia, começando quando as forças croatas bloquearam os quartéis do JNA, depósitos de armazenamento de armas e outras instalações. Começou formalmente em 14 de setembro; seu objetivo era neutralizar as posições do JNA no território controlado pela ZNG e garantir suprimentos de armas e munições para a ZNG mal equipada.
A Batalha do Quartel foi uma escalada do conflito entre as autoridades croatas e os sérvios croatas que se revoltaram abertamente em agosto de 1990 e os esforços do JNA para preservar a federação iugoslava. Ao mesmo tempo, a Croácia fez movimentos para alcançar a independência da Iugoslávia. A Batalha do Quartel precedeu brevemente o início da campanha do JNA na Croácia — que foi alterada no início de setembro para adicionar o alívio do bloqueio do quartel aos planos da operação. Entretanto, o avanço do JNA foi amplamente contido pela ZNG e aliviou poucas instalações do JNA.
O ZNG e a polícia capturaram pequenos postos isolados do JNA e vários grandes depósitos de armas e quartéis — incluindo todo o 32º Corpo (Varaždin) do JNA. A mudança forneceu às forças croatas um estoque considerável de armas — incluindo 250 tanques, centenas de peças de artilharia e um grande suprimento de armas de fogo e munições — o que se mostrou crucial na defesa contra os avanços do JNA no estágio inicial da Guerra de Independência da Croácia. Algumas das instalações do JNA se renderam sem lutar, enquanto outras ofereceram resistência armada à tomada. Em alguns lugares, isso causou vítimas civis porque os quartéis estavam situados em áreas urbanas. Acusações legais de abuso ou morte de pessoal capturado do JNA e acusações de crimes de guerra contra populações civis foram apresentadas na Croácia, mas a maioria dos réus continua foragida.
Em novembro, o JNA e a Croácia chegaram a vários acordos para acabar com o bloqueio e retirar o JNA da Croácia. A retirada foi concluída em 4 de janeiro de 1992, exceto nas áreas ao redor de Dubrovnik e nas ilhas de Vis e Lastovo. O JNA manteve sua presença lá até o verão de 1992. À medida que o JNA se retirava das áreas que controlava na Croácia, foi substituído pelas forças de paz da ONU acordadas no plano Vance.

## Contexto
Em 1990, as tensões étnicas entre sérvios e croatas pioraram após a derrota eleitoral do governo da República Socialista da Croácia pela União Democrática Croata (Hrvatska demokratska zajednica, HDZ). O Exército Popular Iugoslavo (Jugoslovenska Narodna Armija – JNA) confiscou armas da Defesa Territorial da Croácia (Teritorijalna obrana – TO) para minimizar a resistência.  Em 17 de agosto, as tensões escalaram para uma revolta aberta dos sérvios croatas,  centrada nas áreas predominantemente povoadas por sérvios do interior da Dalmácia em torno de Knin (aproximadamente 60km a nordeste de Split),  partes de Lika, Kordun, Banovina e leste da Croácia.  A Sérvia, apoiada por Montenegro e pelas províncias sérvias de Voivodina e Kosovo, tentou sem sucesso obter a aprovação da Presidência Iugoslava para uma operação do JNA para desarmar as forças de segurança croatas em Janeiro de 1991.  O pedido foi negado e uma escaramuça sem derramamento de sangue entre os insurgentes sérvios e a polícia especial croata em março  levou o próprio JNA a pedir à Presidência federal que lhe desse autoridade em tempo de guerra e declarasse o estado de emergência. Embora o pedido tenha sido apoiado pela Sérvia e seus aliados, o JNA foi negado em 15 de março. O presidente sérvio Slobodan Milošević, preferindo uma campanha para expandir a Sérvia em vez de preservar a Iugoslávia com a Croácia como uma unidade federal, ameaçou publicamente substituir o JNA por um exército sérvio e declarou que não reconhecia mais a autoridade da presidência federal. A ameaça fez com que o JNA abandonasse gradualmente os planos de preservação da Iugoslávia em favor da expansão da Sérvia, à medida que o JNA ficava sob o controlo de Milošević.  No final de Março, o conflito tinha-se agravado até às primeiras vítimas mortais.  No início de abril, os líderes da revolta sérvia na Croácia declararam sua intenção de integrar a área sob seu controle com a Sérvia. O Governo da Croácia via a área como uma região separatista. 
No início de 1991, a Croácia não tinha um exército regular. Para reforçar sua defesa, a Croácia dobrou o efetivo policial para cerca de 20.000. A parte mais eficaz da força era composta por 3.000 policiais especiais, distribuídos em doze batalhões e adotando uma organização militar nas unidades. Havia também de 9.000 a 10.000 policiais de reserva organizados regionalmente, divididos em 16 batalhões e 10 companhias. A força de reserva não tinha armas.  Como resposta à deterioração da situação, o governo croata criou a Guarda Nacional Croata (Zbor narodne garde – ZNG) em maio, fundindo os batalhões especiais da polícia em quatro brigadas de guardas totalmente profissionais, compostas por aproximadamente 8.000 soldados subordinados ao Ministério da Defesa, chefiados pelo general aposentado do JNA Martin Špegelj.  A polícia regional, então expandida para 40.000 homens, também foi anexada à ZNG e reorganizada em 19 brigadas e 14 batalhões independentes. As brigadas de guardas eram as únicas unidades da ZNG que estavam totalmente armadas com armas de fogo; em toda a ZNG havia falta de armas mais pesadas e não havia estrutura de comando e controle.  A escassez de armas pesadas era tão grave que a ZNG recorreu ao uso de armas da Segunda Guerra Mundial retiradas de museus e estúdios de cinema.  Na época, o estoque de armas da Croácia consistia em 30.000 armas pequenas compradas no exterior e 15.000 anteriormente pertencentes à polícia. Foi então criada uma nova polícia especial com 10.000 homens para substituir o pessoal perdido para as brigadas de guardas. 

## Prelúdio
As opiniões croatas sobre o papel do JNA na revolta sérvia evoluíram gradualmente entre janeiro e setembro de 1991. O primeiro plano do presidente croata Franjo Tuđman era obter apoio da Comunidade Europeia (CE) e dos Estados Unidos para a Croácia; ele rejeitou o conselho de tomar os quartéis e instalações de armazenamento do JNA no país. A captura dos quartéis e depósitos de armazenamento do JNA foi defendida pela primeira vez por Špegelj no final de 1990; ele novamente pediu a Tuđman que adotasse o plano no início e meados de 1991, enquanto o JNA lutava contra o TO da Eslovênia na Guerra dos Dez Dias, em junho-julho de 1991. Os apelos de Špegelj foram ecoados por Šime Đodan, que sucedeu Špegelj como Ministro da Defesa em julho. Špegelj permaneceu no comando do ZNG. 
A posição de Tuđman foi motivada por sua crença de que a Croácia não conseguiria vencer uma guerra contra o JNA. A ZNG limitou-se à defesa, embora as acções do JNA parecessem ser coordenadas com os militares sérvios croatas.  A impressão foi reforçada pelas zonas-tampão estabelecidas pelo JNA após conflitos armados entre a milícia sérvia croata e o ZNG — o JNA interveio depois que o ZNG perdeu território, deixando os sérvios croatas no controle das áreas que capturaram antes da chegada do JNA. O JNA forneceu armas aos sérvios croatas, embora a maior parte do armamento tenha sido fornecida pelos estoques do TO e do Ministério do Interior da Sérvia. 
Em julho de 1991, as exigências de Špegelj e Đodan foram apoiadas por vários membros do Parlamento croata durante um debate parlamentar. Isso levou Tuđman a demitir Đodan no mesmo mês em que foi nomeado Ministro da Defesa, e Špegelj renunciou ao cargo em 3 de agosto. A deterioração da situação no leste da Croácia —  incluindo a retirada do ZNG de Baranja pelas forças do JNA, os combates intermitentes em torno de Osijek, Vukovar e Vinkovci —  o aumento das perdas e a crescente convicção de que o JNA apoiava activamente a revolta sérvia croata — forçou Tuđman a agir. Em 22 de agosto, ele emitiu um ultimato às autoridades federais iugoslavas exigindo a retirada do JNA para seus quartéis até o final do mês. O ultimato estipulava que se o JNA não cumprisse, a Croácia consideraria um exército de ocupação e tomaria as medidas correspondentes.  Em 1º de setembro, a CE propôs um cessar-fogo e uma conferência de paz foi aceita por Tuđman — apesar de seu ultimato — e pela Presidência iugoslava. A conferência começou em 7 de setembro, mas apenas quatro dias depois, o membro croata e presidente da presidência, Stjepan Mesić, ordenou que o JNA retornasse ao seu quartel em 48 horas.  A mudança foi motivada pela impressão de Tuđman de que a conferência continuaria enquanto o ZNG perdia terreno. Embora a ordem tenha sido contestada por outros membros do organismo, deu à Croácia uma justificação para confrontar abertamente o JNA. 

## Cronologia
O primeiro-ministro Franjo Gregurić propôs a Tuđman a implementação do plano de Špegelj.  De acordo com o General Anton Tus, Tuđman ordenou que o ZNG capturasse o quartel do JNA em 12 de setembro, mas revogou a ordem no dia seguinte. A ordem foi restabelecida em 14 de setembro, depois de Tus ter implorado a Tuđman para autorizar a mudança, argumentando que o ZNG estava a ficar sem tempo.  No mesmo dia, a ZNG e a polícia croata bloquearam e cortaram os serviços públicos de todas as instalações do JNA às quais tinham acesso, dando início à Batalha do Quartel.  A medida bloqueou 33 grandes guarnições do JNA na Croácia,  e numerosas instalações menores, incluindo postos de fronteira e depósitos de armazenamento de armas e munições.  O bloqueio obrigou o JNA a alterar os seus planos de campanha na Croácia para acomodar o novo desenvolvimento.  Vários postos do JNA foram atacados pelo ZNG antes que o bloqueio fosse oficialmente sancionado, em grande parte em resposta a situações de campo de batalha locais. O primeiro incidente deste tipo foi um ataque falhado ao quartel do JNA em Sinj, a 25 de Agosto, em resposta à deterioração das posições do ZNG na aldeia vizinha de Kijevo.  Em 3 de setembro, a ZNG capturou um quartel em Sisak,  e em 13 de setembro um depósito de armas na área de Gospić foi capturado em meio a combates pelo controle da cidade.  Em maio, 21 tanques M-84AB foram capturados em uma fábrica de Đuro Đaković.  Os tanques deveriam ser enviados para o Kuwait, mas uma parte do carregamento foi retida pela Croácia.  Um trem transportando armas do JNA da Eslovênia para a Sérvia foi capturado em Slavonski Brod em 21 de agosto. A ZNG apreendeu ali as suas primeiras armas antiaéreas, armas antitanque e peças de artilharia, ao mesmo tempo que aumentava o seu pequeno stock de morteiros.  As forças da ZNG que sitiavam as instalações do JNA eram principalmente recrutadas entre a população local; os reforços enviados de outras cidades eram relativamente poucos. 

### Setembro
Em 14 de Setembro — o dia em que as forças croatas receberam ordens para bloquear as instalações do JNA — a ZNG e a polícia capturaram o quartel do JNA em Ploče,  um dos vários quartéis em Gospić, e um na vizinha Perušić.  A guarnição do JNA em Otočac — a norte de Gospić — também foi atacada quando o ZNG começou a atacar o quartel na cidade.  O depósito do JNA "Sopnica" perto de Zagreb e um posto gerido pelo JNA na fronteira húngara perto de Pitomača foram capturados nesse dia.   Em resposta ao bloqueio do seu quartel em Vukovar, o JNA enviou uma força para aliviar o cerco.  No dia seguinte, a ZNG e a polícia capturaram um depósito do JNA perto de Popovec — a oeste de Zagreb — e outro depósito perto de Slavonski Brod.   Ao mesmo tempo, eclodiram combates em torno das instalações do JNA em Varaždin, e dois postos fronteiriços do JNA foram capturados a norte de Virovitica.  
Em 16 de setembro, as forças croatas capturaram um quartel do JNA e outro depósito de armazenamento em Slavonski Brod, e dois quartéis em Ogulin, enquanto os combates eclodiam em torno de um posto do JNA em Oštarije.   As forças croatas também capturaram a base de mísseis de Žrnovnica e as instalações de armazenamento de armas do JNA perto de Daruvar,   Otočac,  Križevci e Virovitica.  Em 17 de setembro, as forças croatas capturaram o quartel do JNA em Daruvar,  Ogulin,  Čakovec, Križevci, Virovitica,  Požega,  dois quartéis do JNA na área de Šibenik – Rogoznica e um em Varaždin.   Um depósito JNA foi capturado perto de Zagreb (Duboki Jarak).  Em 18 de setembro, três quartéis adicionais em Varaždin, um perto de Rogoznica e dois em Đakovo — juntamente com todas as instalações restantes do JNA em Gospić, um depósito de armas próximo, uma instalação de comunicações perto de Garešnica e dezenas de postos de fronteira — renderam-se às forças croatas.     
Em 19 de setembro, o ZNG entrou em confronto com a guarnição do JNA no quartel de Logorište em Karlovac,  capturou uma instalação de comunicações em Platak perto de Rijeka  um quartel adicional do JNA e um depósito de armazenamento em Varaždin, restringindo o JNA ao quartel que abrigava a sede do Corpo do JNA Varaždin.  Em 20 de Setembro, quando o JNA lançou uma campanha contra o ZNG em toda a Croácia,  mais de 60 instalações do JNA na Croácia — incluindo 15 quartéis e 11 depósitos de armazenamento — tinham-se rendido ou tinham sido capturadas.  O quartel do JNA em Našice rendeu-se em 21 de setembro.  O Corpo de Varaždin do JNA rendeu-se no dia seguinte,  fornecendo ao ZNG um grande estoque de armas.  Nos primeiros dias do bloqueio, as forças croatas também capturaram vários pequenos postos do JNA em Split, mas nenhuma grande instalação do JNA na cidade. 
Em meados de Setembro, foram capturadas sete instalações do JNA em Zadar, incluindo três quartéis.  A instalação mais significativa capturada foi o quartel "Turske kuće", que continha um grande estoque de armas pequenas e munições. A Força Aérea Iugoslava realizou ataques aéreos contra as instalações no dia seguinte — seguindo um padrão que já estava estabelecido na altura — para impedir a remoção de armas das instalações capturadas do JNA.  Em 23 de Setembro, um ataque da ZNG a um grande local de armazenamento de armas do JNA em Sveti Rok — localizado entre Gospić e Zadar — falhou.  Os dois quartéis restantes do JNA sob bloqueio croata — em Vinkovci e Osijek — foram abandonados pelo JNA em 26 de setembro. A guarnição de Osijek conseguiu escapar do seu quartel sitiado e juntou-se às tropas do JNA a sul e a leste da cidade, enquanto a evacuação do quartel de Vinkovci foi negociada entre as autoridades croatas e o JNA.  As negociações foram iniciadas depois de a 1ª Divisão Mecanizada de Guardas do JNA ter chegado a Vinkovci em 25 de Setembro, forçando a ZNG a aceitar a evacuação.  Uma instalação do JNA na ilha de Korčula entregou o seu equipamento à ZNG em 26 de Setembro. 
Em 29 de setembro, as forças croatas capturaram dois quartéis e três depósitos de armazenamento em Bjelovar e arredores após uma batalha de um dia inteiro, enquanto o quarto depósito foi explodido por seu comandante, o major do JNA Milan Tepić. A explosão matou Tepić e onze membros da força sitiante. Foi ouvido 20 quilômetros (12 mi) de distância e causou danos em aldeias vizinhas.   No mesmo dia, um depósito de armas em Koprivnica e um posto fronteiriço perto de Virovitica foram capturados pela ZNG e pela polícia croata.  A 73ª Brigada Motorizada do JNA rendeu-se em Koprivnica no dia seguinte. 
Em 14/15 de setembro, as forças croatas apreenderam uma embarcação de desembarque DJČ-612 da Marinha Iugoslava enquanto ela passava por reparos no estaleiro Vela Luka; eles navegaram com a embarcação na mesma noite no rio Cetina.  Entre 16 e 22 de setembro, as forças croatas capturaram o quartel Kuline em Šibenik e os 15 navios da Marinha Iugoslava baseados lá, bem como outros 19 navios que estavam sendo revisados no estaleiro "Velimir Škorpik". Os navios, que compreendem aproximadamente um quarto dos ativos da Marinha Iugoslava, incluíam: a embarcação de ataque rápido da classe Končar, Vlado Ćetković (RTOP-402) (renomeada Šibenik (RTOP-21) mais tarde), o barco de mísseis da classe Osa Velimir Škorpik (RČ-310), o barco torpedeiro da classe Shershen Partizan II (TČ-222) e os barcos patrulha da classe Mirna Biokovo (PČ-171) , Cer (PČ-180) e Durmitor (PČ-181).  Além disso, um navio em fase final de construção foi capturado no Estaleiro de Kraljevica no mesmo mês. Ela foi lançada em 1992 como Kralj Petar Krešimir IV (RTOP-11) barco de mísseis.  Em Setembro, foram capturadas sete bases de artilharia costeira perto de Šibenik e nas ilhas de Šolta, Brač e Korčula. 

### Outubro

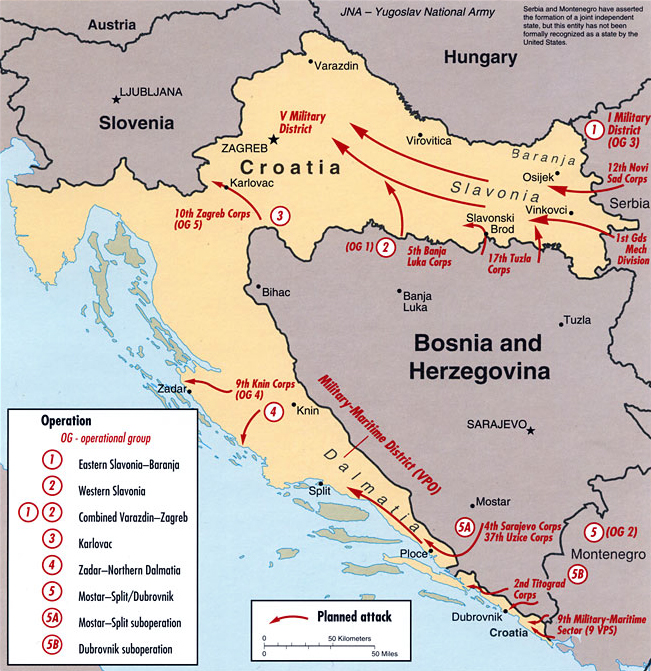
Mapa do plano da campanha do JNA de 1991 na Croácia

Em 3 de outubro, as forças croatas capturaram o quartel do JNA "Joža Vlahović" em Koprivnica, e um posto de comunicações e um posto de fronteira perto da cidade.  No dia seguinte, o quartel do JNA em Sinj e o seu vizinho depósito de minas terrestres foram abandonados após um acordo negociado.  No início de outubro, dois regimentos de artilharia do JNA baseados no quartel "Šepurine", perto de Zadar, romperam o cerco à sua base e se juntaram ao ataque do JNA à cidade. Em 5 de Outubro, Zadar estava completamente cercada pelo JNA e a situação levou as autoridades croatas da cidade a procurarem um cessar-fogo e negociações.  O cessar-fogo foi acordado no mesmo dia, enquanto as negociações, realizadas de 7 a 9 de Outubro, levaram ao levantamento do cerco do JNA a Zadar e à evacuação da guarnição restante do JNA e do seu equipamento da cidade.  A evacuação, que envolveu sete instalações do JNA, começou em 11 de Outubro e durou 15 dias.  O acordo estipulava que as unidades evacuadas abandonariam o solo croata e o JNA respeitou, de um modo geral, a obrigação,  apesar de vinte camiões carregados de armas terem sido deixados à população sérvia no interior em redor de Zadar. 
Após o bombardeio de Banski dvori em 7 de outubro, as autoridades croatas instruíram a ZNG a atacar e capturar o quartel do JNA na área de Zagreb, caso os comandantes considerassem possível. As instruções não resultaram em ataques em Zagreb propriamente dito,  mas o quartel do JNA em Samobor foi capturado pelas forças croatas no dia do bombardeamento.  A declaração de independência da Croácia entrou em vigor no dia seguinte. 
Em 13 de Outubro, o JNA destruiu e abandonou quase todo o seu quartel em Oštarije,  e uma instalação de armazenamento de armas do JNA em Rijeka foi danificada num incêndio causado por uma tempestade. A ZNG removeu algumas armas deste último enquanto os bombeiros foram chamados para salvar estruturas de armazenamento individuais. No dia seguinte, o JNA começou a mover as armas restantes do depósito danificado para outro lugar na cidade. Enquanto um comboio de 18 camiões passava por Rijeka, 15 veículos que transportavam armas foram desviados e capturados pela ZNG.  Ao mesmo tempo, o pessoal do quartel Borongaj do JNA em Zagreb foi autorizado a evacuar em troca da passagem gratuita de um comboio que transportava ajuda humanitária para Vukovar, onde decorria a batalha pelo controlo da cidade. 

### Novembro
Após um período de cerco com pouca ou nenhuma atividade, as forças do JNA no quartel de Logorište, na área de Karlovac, romperam o bloqueio em direção ao território controlado pelo JNA a leste da cidade na Batalha de Logorište, que durou de 4 a 6 de novembro. As forças croatas que sitiavam o quartel eram mais numerosas, mas o JNA tinha superioridade em blindados e artilharia.  Depois de ter sido abandonado pelo JNA, o quartel ainda continha armas que foram retiradas pelas tropas croatas em 13 de novembro.  O ZNG foi renomeado para Exército Croata (Hrvatska vojska – HV) no início de novembro. Capturou o quartel e o depósito de Jamadol em Karlovac em 4 de novembro, enquanto os combates em torno do quartel de Logorište estavam em andamento.  No dia seguinte, o HV capturou o quartel do JNA e várias instalações de armazenamento de armas em Delnice.  Os ataques foram ordenados para capturar a munição necessária para o HV porque seu estoque estava acabando. 
Em 8 de novembro, Davorin Rudolf, representando as autoridades croatas, e o tenente-coronel-general Marijan Čad — comandante do JNA do 13º Corpo (Rijeka) — concordaram em evacuar o pessoal e o equipamento do corpo da Croácia. O acordo, celebrado após negociações supervisionadas e apoiadas pela Missão de Observação da Comunidade Europeia (ECMM), serviria mais tarde de modelo para acordos semelhantes noutras partes da Croácia.  Čad fez o acordo por sua própria iniciativa, com o apoio do Quinto Distrito Militar do JNA, após receber uma ordem do Chefe do Estado-Maior do JNA, Coronel-General Blagoje Adžić, para destruir as instalações do JNA em Rijeka e atacar as instalações industriais e as infraestruturas na cidade ou nas proximidades.  O acordo não foi afetado pela captura do quartel de Draga e das armas armazenadas lá pelo HV em 9 de novembro. O 13º Corpo do JNA (Rijeka) começou a evacuar por mar para os portos montenegrinos em 18 de novembro. 
Após negociações, o JNA evacuou seu quartel em Jastrebarsko em 13 de novembro. A guarnição partiu, sob escolta da ECMM, para a Bósnia e Herzegovina.  No dia seguinte, foi feito um acordo para evacuar o JNA de Šibenik na aldeia de Žitnić, perto de Drniš .  O bombardeamento da Marinha Jugoslava de Split, Šolta e Brač a 15 de Novembro — em resposta à perda de um barco patrulha Mukos (PČ-176) — e a subsequente Batalha dos canais da Dalmácia parecem ter descarrilado o acordo de Žitnić. 
Em Žitnić, em 21 de novembro, outro acordo para evacuar o JNA e a Marinha Iugoslava da área de Šibenik-Split e entregar as armas TO confiscadas armazenadas lá foi assinado por Rudolf e o comandante do Distrito Marítimo-Militar do JNA, Major-general Nikola Mladenić. Foi seguido por outro acordo com o mesmo efeito, que foi assinado em Split dois dias depois por Mladenić e o almirante croata Sveto Letica, definindo que a retirada deveria ser concluída em 30 dias. O acordo também previa um cessar-fogo no norte da Dalmácia e o levantamento do bloqueio da Marinha Iugoslava à costa croata. O acordo não incluiu a evacuação da Marinha Jugoslava das suas bases nas ilhas de Vis e Lastovo.  As tensões permaneceram elevadas durante todo o processo e o JNA fez planos de contingência para avançar de Knin para Šibenik e Split e aliviar o cerco das suas forças ali - estes planos foram denominados Operação Costa-91 (Operacija Obala-91) e Operação Furacão-91 (Operacija Orkan-91), respectivamente. 
Em meio à pressão internacional sobre a Croácia para pôr fim ao cerco à guarnição do JNA em Zagreb,  as autoridades croatas e o JNA assinaram um acordo em 22 de novembro para evacuar todas as forças restantes do JNA da Croácia. O acordo foi assinado em Zagreb, pelo Coronel Imra Agotić e pelo Tenente-Coronel General Andrija Rašeta, na presença dos monitores da ECMM. O acordo foi confirmado no dia seguinte em Genebra, quando o Acordo de Genebra foi assinado por Tuđman, Milošević e o ministro da defesa iugoslavo, o general Veljko Kadijević do JNA. 

## Consequências
A ZNG capturou rapidamente instalações isoladas do JNA, depósitos e vários postos importantes, apreendendo uma grande quantidade de armas, incluindo todos os estoques do 32º Corpo do JNA (Varaždin) e quase todas as armas previamente confiscadas do TO da Croácia.  O JNA perdeu o controlo de oito brigadas — incluindo uma brigada blindada, duas brigadas mecanizadas e três regimentos de artilharia — e forças adicionais no Quinto Distrito Militar do JNA e no Distrito Militar-Marítimo permaneceram imobilizadas pelo bloqueio.  O significado da Batalha do Quartel foi reforçado pela introdução de um embargo de armas das Nações Unidas (ONU) em 25 de setembro.  A Batalha do Quartel resultou num grande aumento das capacidades de ZNG/HV, permitindo o armamento completo das suas unidades existentes, a criação de 40-42 brigadas adicionais e a mobilização de 200.000 soldados e 40.000 polícias até ao final do ano.  Na batalha, o ZNG/HV capturou 250 tanques, 400–500 peças de artilharia pesada, 180.000 armas pequenas e 2 milhões de toneladas de munição. Além disso, 3.000 agentes deixaram o JNA e juntaram-se ao HV. 
Embora não haja informações sobre o número de tropas envolvidas ou sobre as baixas sofridas de ambos os lados, as guarnições do JNA na Croácia estavam significativamente subdimensionadas na época.  A ordem de batalha do JNA, desenvolvida na década de 1980, especificava um punhado de batalhões em total prontidão de combate na Croácia. Esses eram elementos da 140ª Brigada Mecanizada em Zagreb, da 31ª Brigada Blindada em Dugo Selo perto de Zagreb, da 12ª Brigada Mecanizada Proletária em Osijek, da 11ª Brigada de Infantaria de Fuzileiros Navais em Šibenik e da 139ª Brigada de Infantaria de Fuzileiros Navais em Pula.  Em 1990, a classificação "A" — que requer níveis de tropas de 60–100% —  foi atribuída à 4ª Brigada Blindada em Jastrebarsko, um batalhão da 622ª Brigada Motorizada em Petrinja,  a 13ª Brigada Motorizada Proletária em Rijeka e a 265ª Brigada Mecanizada em Bjelovar e Koprivnica.  A 221ª Brigada Motorizada baseada em Knin foi reforçada com batalhões blindados e mecanizados de classe "A".  Além disso, um batalhão blindado foi adicionado à 622ª Brigada Mecanizada e um batalhão mecanizado às guarnições do JNA em Vinkovci e Vukovar, em maio de 1991.  Da mesma forma, as forças croatas estavam divididas entre manter o bloqueio e guarnecer as posições mantidas contra o JNA e as milícias sérvias croatas noutros locais.  As tropas do JNA rendidas foram transportadas para a Sérvia, trocadas por prisioneiros de guerra capturados noutro local, ou receberam roupas civis e foram libertadas.  
Tanto em 1991 quanto anos depois, Špegelj criticou a decisão de Tuđman de desconsiderar seu conselho de atacar o quartel do JNA antes de setembro, especificamente durante a Guerra dos Dez Dias na Eslovênia, em junho-julho de 1991. Špegelj disse que uma ação mais rápida, prevenindo a deterioração da situação estratégica na Croácia, atenderia melhor às necessidades defensivas croatas. Além disso, afirmou que o JNA não seria capaz de responder com força porque seriam necessários dois meses para mobilizar as forças necessárias e que todos os pré-requisitos para uma vitória decisiva contra o JNA estavam reunidos.  Tus pensou que Tuđman continuou a adiar o bloqueio devido à pressão exercida pela comunidade internacional contra o confronto com o JNA.  Zdravko Tomac, vice-primeiro-ministro de um governo de unidade nacional na Croácia na época, e mais tarde um líder da oposição, declarou que, embora a visão de Špegelj fosse militarmente correta, a posição de Tuđman era politicamente melhor.  Kadijević disse, inversamente, que o JNA teria tido melhor desempenho se as forças croatas o tivessem confrontado mais cedo, porque as capacidades do JNA declinaram durante o verão de 1991. 

### Plano Vance
A campanha do JNA na Croácia terminou num impasse, levando os beligerantes a aceitar um cessar-fogo supervisionado internacionalmente,  formulado como o plano Vance — resultado de uma missão diplomática do Enviado Especial do Secretário-Geral das Nações Unidas, Cyrus Vance, auxiliado pelo diplomata dos Estados Unidos Herbert Okun,  e pelo Subsecretário-Geral das Nações Unidas para Assuntos Políticos Especiais,  Marrack Goulding,  à Iugoslávia, com o objetivo de garantir um fim negociado às hostilidades na Croácia. O plano propunha um cessar-fogo, a proteção de civis em áreas específicas designadas como Áreas Protegidas da ONU e o envio de uma força da ONU para a Croácia. O plano Vance previa o fim do bloqueio croata ao quartel do JNA, a retirada de todo o pessoal e equipamento do JNA da Croácia, a implementação de um cessar-fogo e a facilitação da entrega de ajuda humanitária.  As partes no acordo também concordaram com a implantação de uma missão de manutenção da paz da ONU na Croácia, mais tarde iniciada através da subsequente Resolução 721 do Conselho de Segurança das Nações Unidas, de 27 de Novembro.  Como consequência de problemas organizacionais e de violações do último acordo de cessar-fogo, as forças de manutenção da paz da ONU só começaram a ser destacadas em 8 de Março de 1992. 

### Evacuação do JNA
O JNA continuou a evacuar após o Acordo de Genebra. As restantes sete instalações do JNA na área de Rijeka foram evacuadas durante o mês de Novembro, e os últimos quartéis evacuados foram os de Trsat, a 10 de Dezembro.  Em Šibenik, o JNA evacuou dois quartéis e quatro depósitos de 25 de novembro a 24 de dezembro, entregando as armas confiscadas do TO croata ao HV em 10 de dezembro, mas as armas permaneceram em um depósito lacrado sob supervisão da ECMM até 25 de dezembro, conforme exigido pelo acordo de Žitnić. A maior parte da evacuação ocorreu por via ferroviária via Knin, e parte da força foi transferida por mar para Montenegro. O acordo de evacuação exigia — tal como no caso da evacuação de Zadar — a remoção das unidades evacuadas do solo croata; o JNA só cumpriu parcialmente esse critério.  A base "Divulje" do JNA perto de Trogir começou a ser evacuada por mar em 4 de dezembro, após um acordo adicional assinado por Rudolf e Mladenić regulando a entrega das armas TO ao HV e a evacuação da base naval de Lora em Split. 
A evacuação foi interrompida novamente quando foi determinado que algumas das armas do TO estavam desaparecidas das instalações do JNA em Split. A questão foi resolvida por meio de um acordo de 18 de dezembro feito entre Rašeta e Agotić estipulando que o JNA forneceria ao HV as armas faltantes de seus próprios estoques, e a evacuação foi retomada. Como o JNA não dispunha de armas suficientes para atingir esse critério em Split, um navio da Marinha Jugoslava entregou 250 toneladas de armas e munições de Kumbor, no Montenegro, para Split, em 1 de Janeiro de 1992.  As últimas forças do JNA deixaram a área de Split em 4 de Janeiro. 
O JNA também evacuou suas instalações em outras partes da Croácia. A retirada dos quartéis de Maršal Tito e Kerestinec em Zagreb começou em 30 de novembro,  e foi concluída no final de 1991.  A Ístria foi evacuada pelo JNA e pela Marinha Iugoslava em 15 de dezembro, entregando as armas TO croatas ao HV. A quantidade de armas TO entregues na Ístria — onde o JNA evacuou 78 instalações — foi suficiente para armar duas brigadas de combate.  Em Dezembro de 1991, apenas ocorreram confrontos menores em torno das instalações do JNA que ainda estavam sob o bloqueio de HV, incluindo um pequeno e malsucedido ataque de HV ao quartel de Mekušje, em Karlovac.  Apesar do Acordo de Genebra exigir a retirada imediata do pessoal e do equipamento do JNA,  o JNA permaneceu durante sete a oito meses.  Quando as suas tropas finalmente se retiraram da Croácia, o JNA deixou o seu equipamento à República Sérvia de Krajina,  estabelecida nas áreas da Croácia controladas pelo JNA em 19 de Dezembro.  O JNA e a Marinha Iugoslava mantiveram as suas bases nas ilhas Vis e Lastovo até ao início de Junho de 1992, antes de se retirarem unilateralmente.  O JNA manteve posições perto de Dubrovnik até Julho,  enquanto o bloqueio naval da cidade foi levantado em 26 de Maio de 1992. 

## Acusações de crimes de guerra
As autoridades croatas acusaram o vice-chefe do departamento de operações da polícia de Bjelovar e três membros da força policial especial pelas mortes de cinco prisioneiros do JNA e pelo assassinato de um civil após a rendição do quartel de Bjelovar. Eles foram absolvidos após 12 anos de processos judiciais, depois de o Supremo Tribunal da Croácia ter ordenado duas vezes um novo julgamento.  O chefe do centro de crise de Bjelovar também foi acusado de crimes de guerra em 2012, mas desde 2013, seu julgamento ainda está pendente.  A Croácia também acusou vários oficiais do JNA que ocupavam cargos nas guarnições bloqueadas. Em Osijek, 13 agentes do JNA foram acusados de crimes de guerra contra a população civil, incluindo a morte de 307 pessoas e ferimentos graves em 171 pessoas, mas nenhum foi preso desde 2013. 
Acusações de crime de guerra foram feitas contra o comandante do JNA do 32º Corpo (Varaždin), General Vladimir Trifunović. Ele foi acusado pela Croácia pela morte de seis pessoas e pelos ferimentos de outras 37. Após um julgamento à revelia, foi considerado culpado e condenado a 15 anos de prisão em 1991.  Três anos depois, em 1994, Trifunović foi acusado na Iugoslávia de traição por ter entregue todo o corpo do JNA ao ZNG. Ele foi condenado e sentenciado a 11 anos de prisão. No início de 1996, foi perdoado e libertado,  e as autoridades jugoslavas pagaram-lhe uma indemnização 62,000 € por ter passado quase dois anos numa prisão.  Em 2013, Trifunović solicitou formalmente um novo julgamento na Croácia.  Ele morreu em Belgrado em janeiro de 2017. 